# Породични циркус
Породични циркус је књижевна трилогија српског књижевника Данила Киша, коју чине Рани јади (1970), Башта, пепео (1965) и Пешчаник (1972). У средишту приповедања налазе се дечак Андреас Сам и његов отац Едуард Сам за време Другог светског рата. Киш је великим делом трилогију засновао на сопственом животу и биографији свог оца, страдалог у концентрационом логору. Рани јади су по формалним својствима блиска збирки прича, Башта, пепео има форму најближу класичном роману, док је Пешчаник написан у оригиналној експерименталној форми. Аутор је сам трилогију жанровски одредио као образовни роман. На основу мотива трилогије снимљен је филм Пешчаник у српско-мађарској копродукцији 2007.